# نیکولا شپیر
 نیکولا شپیر (صربی: Никола Шпеар؛ زادهٔ ۲۲ فوریه ۱۹۴۴) یک تنیس‌باز اهل یوگسلاوی است.